# Theodor Röchling
Theodor Röchling (* 3. September 1823 in Alt-Saarbrücken; † 14. Juni 1885 ebenda) war ein deutscher Kaufmann und Unternehmer in der Montanindustrie.

## Leben

### Herkunft und Familie
Theodor Röchling entstammte einer Familie, aus der sein Urgroßvater Johann Gottfried Röchling (1703–1780) Mitte der 1730er Jahre aus dem Raum Dortmund in Westfalen kommend in das Fürstentum Nassau-Saarbrücken übersiedelte. Fürst Wilhelm Heinrich machte ihn zum Berghauptmann und Kammerrat und Herzog Christian von Pfalz-Zweibrücken 1763 zum Direktor der neu errichteten Eisenwerke Schönau und Contwig. So war er der erste Industrielle aus dem Stamm Röchling und legte damit den Grundstein für unternehmerische Tätigkeiten der nachfolgenden Generationen.
Dessen Enkelsohn Christian (1772–1855) war Geheimer Sanitätsrat und Kreisphysikus in Saarbrücken und mit Charlotte Wagner (1793–1870) verheiratet. Theodor war deren ältester Sohn und später mit seinen drei Brüdern Ernst (1825–1877), Carl (1827–1910) und Friedrich (Fritz) (1833–1892) in dem prosperierenden Familienunternehmen tätig.

### Wirken
Nach seiner Berufsausbildung zum Kaufmann stieg er 1845 mit seinen Brüdern in das Familienunternehmen ein, das sein Onkel Friedrich Ludwig Röchling 1822 als Kohlenhandlung gegründet hatte. Als dieser 1836 kinderlos verstarb, erbten sein Neffe Johann Carl Schmidtborn und seine Cousins, die vier Gebrüder Röchling, den Betrieb und gründeten die Firma C. Schmidtborn und Gebrüder Röchling. Das Unternehmen war erfolgreich und so wurde 1855 das Geschäfts- und Bankhaus Schmidtborn & Gebrüder Röchling eröffnet.
Das Unternehmen expandierte weiter. 1862 wurde die Firma Röchling & Raupp gebildet.
Von 1864 bis 1875 war er Vizepräsident der Handelskammer Saarbrücken und nach dem Tod des Ferdinand Schlachter im Jahre 1875 fortan bis 1883 deren Präsident. Er trat aus seinem Amt zurück, weil das preußische Handelsministerium seine Eingabe hinsichtlich der Benachteiligung der heimischen Kaufleute missbilligte.
Erst mit Theodors Sohn Paul (1854–1921) wurde die Position des Vorsitzenden der Kammer wieder mit einem Röchling besetzt.
Mit dem Kauf der Völklinger Hütte (Weltkulturerbe) im Jahre 1881 entwickelte sich das Unternehmen von einem Handelshaus zu einer industriellen Produktionsstätte.

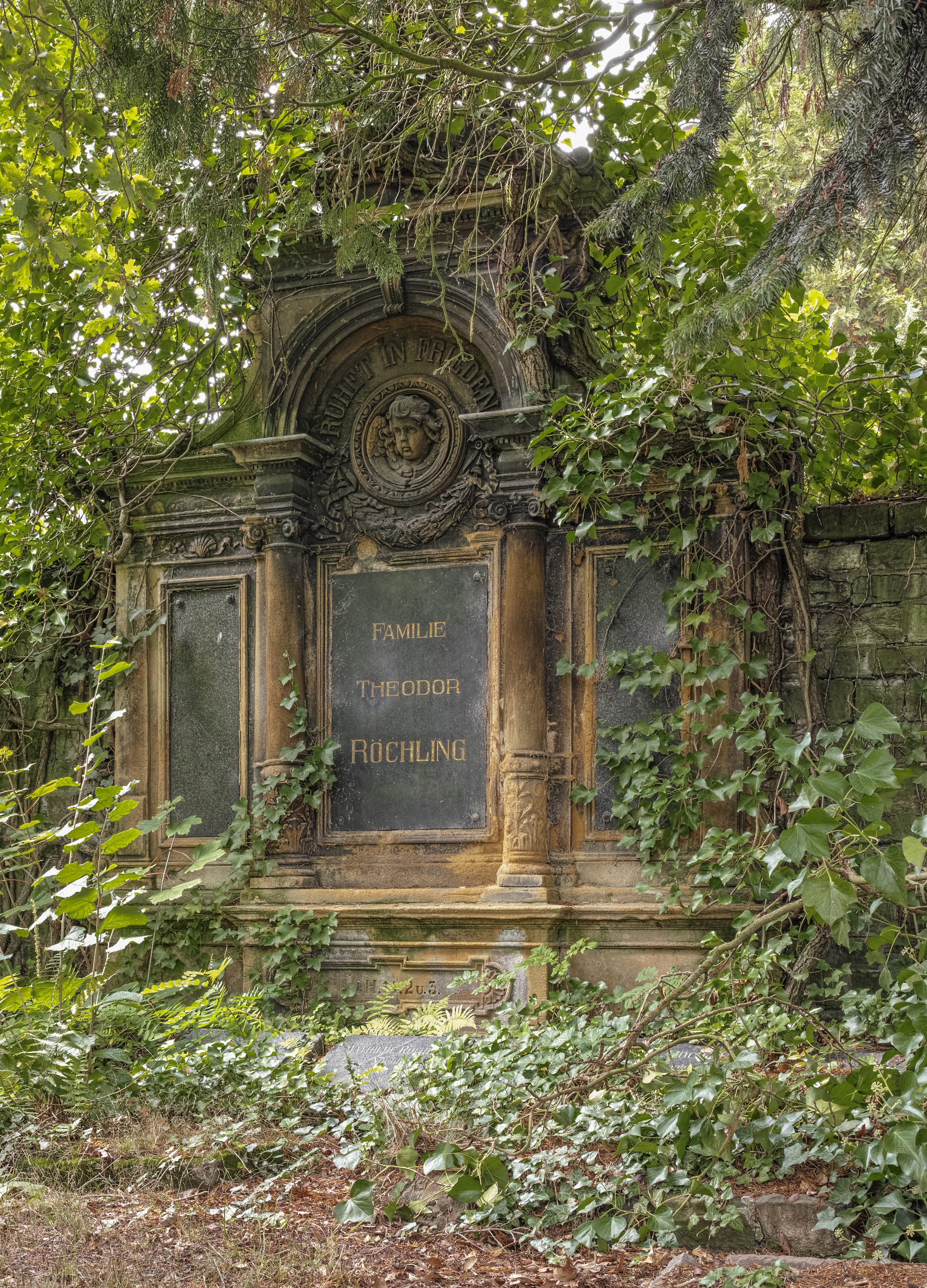
Familiengrab Theodor Röchling, Friedhof in Alt-Saarbrücken

### Sonstiges
Theodor Röchling war Kirchenmeister in Alt-Saarbrücken und spendete das Altargerät für die Saarbrücker Ludwigskirche.

### Auszeichnungen
- Kommerzienrat